# Vương tử George, Công tước xứ Kent
Vương tử George, Công tước xứ Kent (George Edward Alexander Edmund; 20 tháng 12 năm 1902 – 25 tháng 8 năm 1942) là người con thứ 5 và là con trai thứ 4 của vua George V và Vương hậu Mary. Tại thời điểm ông ra đời, cha ông vẫn đang là Thân vương xứ Wales và ông xếp thứ 5 trong danh sách thứ tự thừa kế ngai vàng Anh Quốc.
Những năm 1920, ông phục vụ trong Hải quân Vương Thất Anh. Năm 1934, ông kết hôn với Vương tôn nữ Marina của Hy Lạp và Đan Mạch và trở thành Công tước xứ Kent.Vào tháng 10 năm 1938, ông được bổ nhiệm làm Toàn quyền Úc và chính thức kế nhiệm Alexander Hore-Ruthven, Bá tước của Gowrie. Vào tháng 11 năm 1938 do chiến tranh thế giới thứ 2 bùng nổ và cái chết của ông vào ngày 25 tháng 8 năm 1942 trong một vụ máy bay rơi trước khi có thể kế nhiệm. Nên vị trí đó được bổ nhiệm cho anh trai ông, Vương tử Henry, Công tước xứ Gloucester vào năm 1944.

## Đầu đời

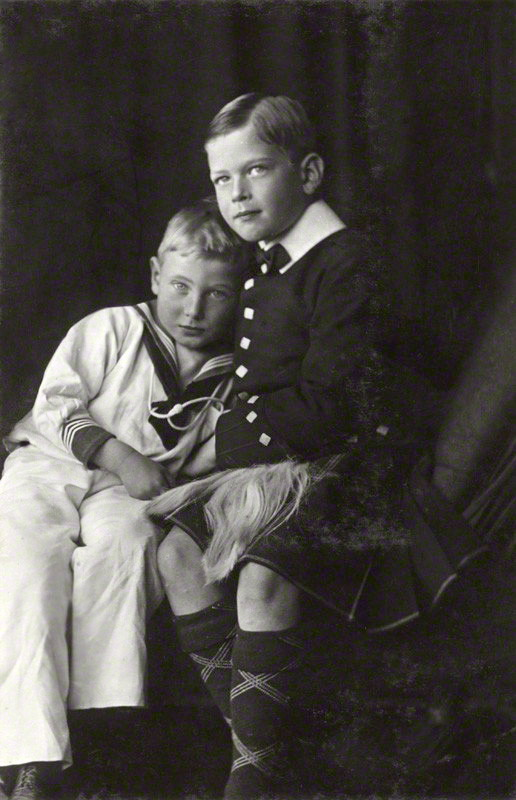
Vương tử George (phải) và em trai Vương tử John (trái)

Vương tử George sinh ngày 20 tháng 12 năm 1902 tại York Cottage, Sandringham Estate, Anh, là người con áp chót và con trai thứ 4 của George, Thân vương xứ Wales (sau là George V) và Mary, Vương phi xứ Wales (sau là Vương hậu Mary). Là con trai áp chót trong một gia đình đông con, không có cơ hội cho ông trong hàng kế vị ngai vàng Anh khi trước ông còn có 3 người anh trai: Edward, Albert và Henry lần lượt xếp trên trong hàng kế thừa. Vào ngày 26 tháng 1 năm 1903, ông được rửa tội trong Nhà nguyện riêng tại Lâu đài Windsor bởi Francis Paget, Giám mục của Oxford và George Edward Alexander Edmund trở thành cái tên khai sinh chính thức của ông.

## Giáo dục và sự nghiệp
Giáo dục sớm cho ông được thực hiện bởi một gia sư tại nhà và sau đó ông cùng anh trai Henry đến trường dự bị St Peter's Court ở Broadstairs, Kent. Ở tuổi 13 ông tham gia học hải quân tại Osborne và sau đó tại Dartmouth. Trong những năm 1924 - 1926 ông được thăng cấp trung úy. Ông tiếp tục phục vụ trong Hải quân Vương thất Anh, trên HMS Iron Duke, soái hạm của Hạm đội Đại Tây Dương (được đổi tên thành Home Fleet vào năm 1932) và HMS Nelson. Ông phục vụ sau này với tư cách là trung úy trong biên chế đô đốc trước khi chuyển năm 1928 đến HMS Durban trên Trạm Mỹ và Tây Ấn, có trụ sở tại Xưởng hải quân Vương gia ở Bermuda; nơi cha ông trước đây đã từng phục vụ trên HMS Canada và HMS Thrush, với tư cách là một Trung úy. Sự nghiệp hải quân của ông kết thúc vào tháng 3 năm 1929.

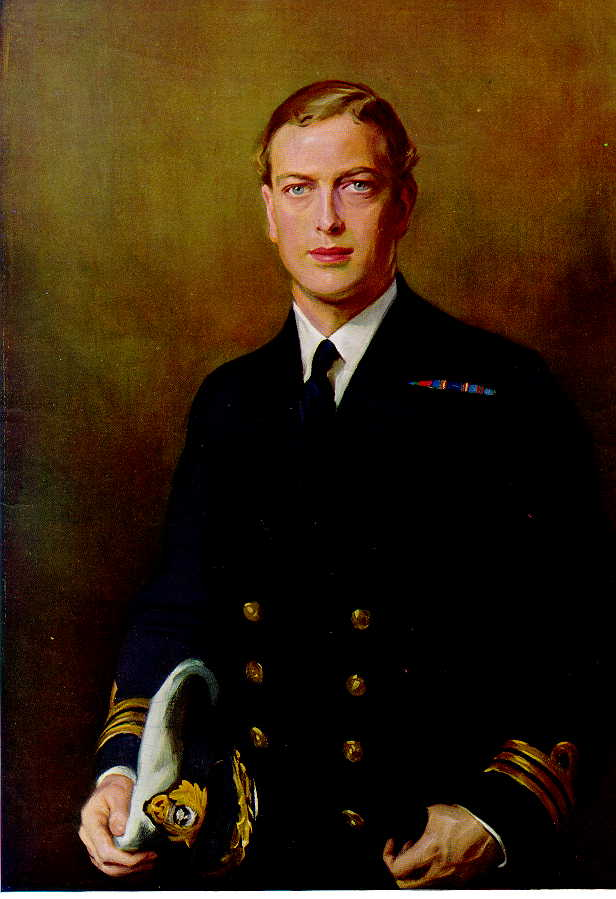
Tranh vẽ Vương tử George trong trang phục hải quân Anh, 1934 trước thềm hôn lễ của ông.

Sau khi rời hải quân, ông có một thời gian ngắn giữ các chức vụ tại Bộ Ngoại giao và sau đó là Bộ Nội vụ, trở thành thành viên đầu tiên của Vương gia làm công chức. Ông tiếp tục được thăng cấp sau khi rời quân ngũ: lên chỉ huy vào ngày 15 tháng 2 năm 1934 và lên chức đại úy vào ngày 1 tháng 1 năm 1937.   Năm 1931, ông cùng Edward góp mặt trên tàu Oropesa công du 18.000 dặm trong chuyến đến Nam Mỹ. Ngày 20 tháng 1 năm 1936, Edward VIII kế vị và ông được bổ nhiệm làm phụ tá riêng cho anh trai. Sau khi Edward VIII thoái vị, ông chuyển sang làm phụ tá hải quân cho George VI, ngoài ra ông còn được biết đến với tư cách là Đại tá trong Quân đội Anh và Đại tá Tổng chỉ huy của Royal Fusiliers. Vào tháng 10 năm 1938, ông được bổ nhiệm làm Toàn quyền Úc kế vị Alexander Hore-Ruthven, Bá tước của Gowrie có hiệu lực từ tháng 11 năm 1939. Vào ngày 11 tháng 9 năm 1939, do Chiến tranh thế giới thứ hai bùng nổ, việc bổ nhiệm đã được bị hoãn lại.
Vương tử George đã có một sự nghiệp thành công tại RAF, mặc dù có một thời gian dài hoạt động trong Hải quân Vương Thất Anh, nhưng không làm vơi đi niềm đam mê lớn của ông đối với ngành hàng không. Vào năm 1929, ông lấy được bằng phi công khi mới 27 tuổi và trở thành người đầu tiên trong gia đình Vương thất Anh vượt Đại Tây Dương bằng máy bay.Năm 1939, ông trở lại phục vụ tại ngũ với tư cách là đô đốc hậu phương trong Hải quân Vương thất và chuyển sang Không quân Vương Thất Anh vào tháng 4 năm 1940.

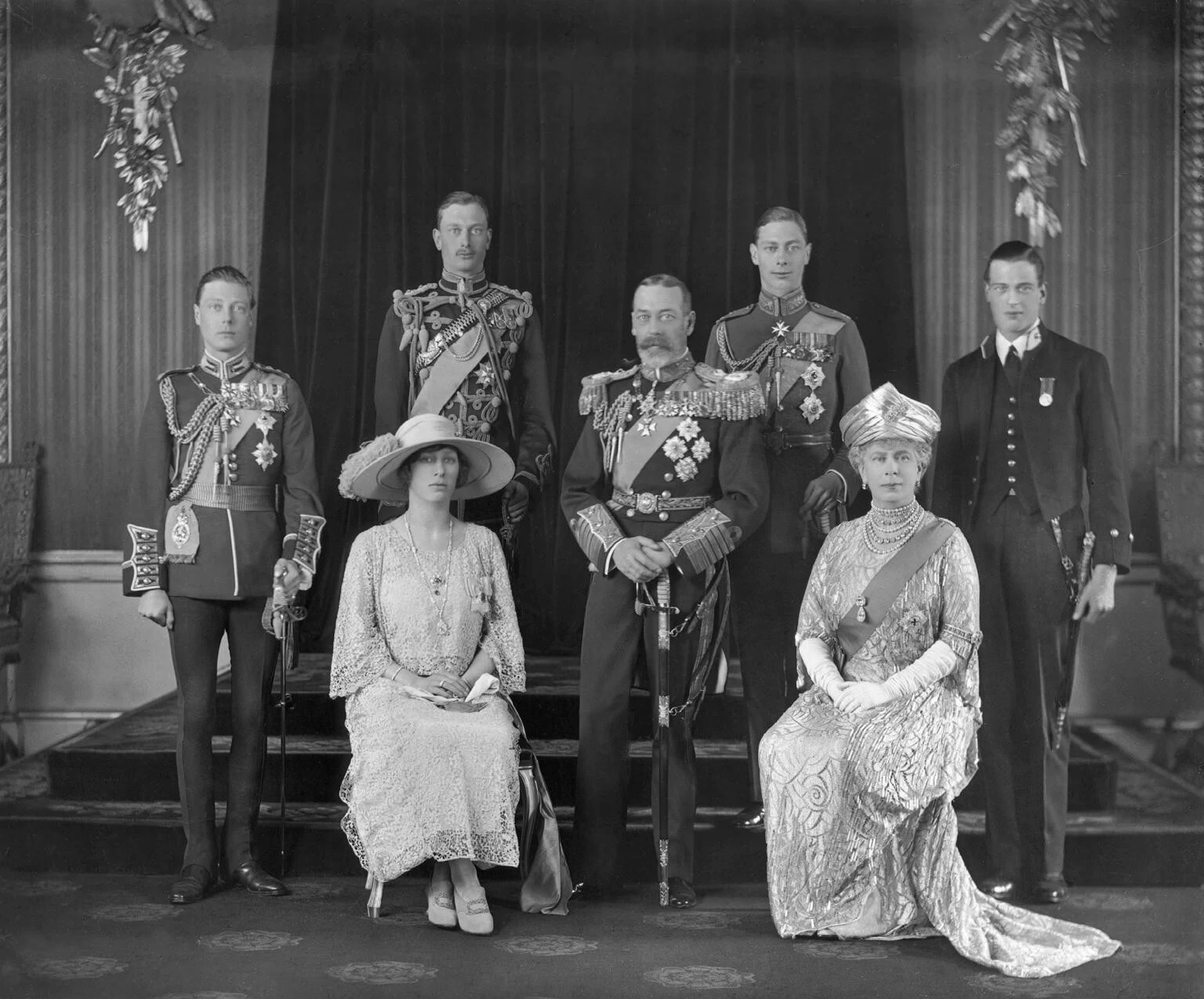
Vương tử George cùng gia đình, ảnh chụp năm 1923. Hàng đứng từ trái sang phải: Thân Vương xứ Wales (sau là Edward VIII), Vương tử Henry (sau là Công tước xứ Gloucester), Quốc vương George V, Công tước xứ York (sau là George VI), Vương tử George (sau là Công tước xứ Kent). Hàng ngồi từ trái sang phải: Vương nữ Mary (sau là Vương nữ Vương Thất, Bá tước phu nhân xứ Harewood) và Vương hậu Mary.

## Hôn nhân và gia đình
Năm 1933, Vương tử George gặp gỡ người em họ 2 đời, Marina của Hy Lạp và Đan Mạch thông qua những bữa tiệc của giới thượng lưu. Việc đính hôn của 2 người được Quốc Vương George V và Vương Hậu Mary thông báo vào  tháng 8 năm 1934. 10 tuần trước khi kết hôn, vào ngày 9 tháng 10 năm 1934, ông được Vua cha George V tấn phong Công tước xứ Kent, [ His Royal Highness The Duke of Kent] cùng với các tước vị phụ là [Bá tước xứ St Andrews] và [Nam tước xứ Downpatrick]. Vào ngày 29 tháng 11 năm 1934, hôn lễ của 2 người được cử hành tại Tu viện Westminster theo nghi thức của Giáo Hội Anh. Sau đó buổi lễ khác được thực hiện theo một nghi thức của Hy Lạp Chính Thống Giáo trong nhà nguyện riêng tại Cung điện Buckingham. 
Hôn lễ của Vuơng tử George được xem là sự kiện lớn của Vuơng quốc vì đã 11 năm kể từ Quốc hôn của Vuơng tử Albert, Công Tước xứ York và Lady Elizabeth Bowes-Lyon .

Công tước và Công tước phu nhân xứ Kent có 3 người con:
1. Vương tôn Edward xứ Kent (sinh ngày 9 tháng 10 năm 1935). Là trưởng tử, năm 1942 ông kế vị cha mình trở thành Công tước xứ Kent.
2. Vương tôn nữ Alexandra xứ Kent  (sinh ngày 25 tháng 12 năm 1936).
3. Vương tôn Michael xứ Kent  (sinh ngày 4 tháng 7 năm 1942).[12] Là con trai thứ, sau khi chào được được 7 tuần thì thân phụ ông qua đời.

## Qua đời
Vào ngày 25 tháng 8 năm 1942, ông được thông báo thiệt mạng trong một vụ máy bay rơi tại Dunbeath khi bay từ Invergordon và Ross, Cromarty đến Iceland để thực hiện nhiệm vụ. Tai nạn của ông đánh dấu lần đầu tiên kể từ 450 năm một thành viên của gia đình Vương thất Anh chết khi đang tại ngũ.   
Tang lễ của ông được tổ chức vào ngày 29 tháng 8 năm 1942 tại Nhà nguyện St. George, Lâu đài Windsor và thi hài được quàn và an táng tại Royal Vault (thuộc Nhà nguyện St. George). Trưởng tử của ông, Vương tôn Edward kế vị trở thành Công tước xứ Kent khi mới 6 tuổi. Đúng 26 năm sau, ngày 29 tháng 8 năm 1968, chỉ 1 ngày trước tang lễ của Princess Marina, Công tước phu nhân xứ Kent, di hài ông được cải táng và nằm kế bên mộ phần của vợ mình tại khu chôn cất Royal Burial Ground của Vương thất nằm phía sau Lăng mộ Nữ vương Victoria. 

## Tước vị
- 20 tháng 12 năm 1902 –  6 tháng 5 năm 1910: His Royal Highness Prince George of Wales (Vương tôn George xứ Wales Điện hạ)
- 6 tháng 5 năm 1910 – 12 tháng 10 năm 1934: His Royal Highness The Prince George (Vương tử George Điện hạ)
- 12 tháng 10 năm 1934 – 25 tháng 8 năm 1942: His Royal Highness The Duke of Kent (Công tước xứ Kent Điện hạ)